# Andrí Bal
Andrí Mikhàilovitx Bal (ucraïnès Андрій Михайлович Баль, rus: Андрей Михайлович Баль, Andrei Mikhàilovitx Bal; 16 de gener de 1958 - 9 d'agost de 2014) va ser un futbolista de la Unió Soviètica i posterior entrenador.
Es formà com a jugador al Karpaty Lviv passant més tard al Dinamo de Kíiv, on visqué els seus millors anys. Guanyà quatre lligues i quatre copes soviètiques amb aquest club. Guanyà la Recopa d'Europa de futbol de 1985-86. El 1990 deixà el Dynamo per jugar a Israel on acabà la seva carrera el 1993.
Fou internacional amb l'URSS vint cops i marcà un gol al Mundial de 1982 davant Brasil. També jugà el Mundial de 1986.
Fou entrenador a diversos clubs d'Israel i a Ucraïna i Rússia i assistent d'Oleh Blokhín a la selecció ucraïnesa.

## Palmarès
Com a jugador
- Lliga soviètica de futbol (4) (amb Dinamo de Kíiv)
  - 1981, 1985, 1986, 1990
- Segona divisió soviètica de futbol (1) (amb Karpaty Lviv)
  - 1979
- Copa soviètica de futbol (4) (amb Dinamo de Kíiv)
  - 1982, 1985, 1987, 1990
- Recopa d'Europa de futbol (1) (amb Dinamo de Kíiv)
  - 1985-86
- Copa Toto (1) (amb Bnei Yehuda Tel Aviv FC)
  - 1992
- Campionat d'Europa sots 20 (1)
  - 1980
- Campionat del Món sots 20 (1)
  - 1977
- Campionat d'Europa sots 19 (1)
  - 1976

Com a entrenador
- Lliga israeliana de futbol (1) (amb Maccabi Haifa)
  - 1993–94